# The Lady's from Kentucky
The Lady's from Kentucky és una pel·lícula de 1939 dirigida per Alexander Hall i protagonitzada per George Raft i Ellen Drew. Va ser escrita per Malcolm Stuart Boylan a partir d'una història de Rowland Brown.

## Argument
Un jugador, Marty Black, guanya un cinquanta per cent de beneficis en un pura sang propietat de la Penelope «Penny» Hollis, una genet de Kentucky. En Marty no pot esperar per tornar a apostar per la seva nova possessió, Roman Son, però la salut del cavall és el més important per la Penny, que prefereix cuidar-lo abans que competir-hi.
Després de posar en Roman Son en una carrera sense que ella ho sàpiga, en Marty veu que l'estat del cavall es deteriora. La Penny li permet portar en Roman Son al Derby de Kentucky i, després de la victòria del cavall, es comença a enamorar d'ell sobretot quan en Marty accepta retirar en Roman Son en lloc de fer més curses.

## Repartiment
- George Raft com Marty Black
- Ellen Drew com Penny Hollis
- Hugh Herbert com Mousey Johnson
- ZaSu Pitts com Dulcey Lee
- Louise Beavers com tieta Tina
- Forrester Harvey com Nonny Watkins
- Edward Pawley com Spike Cronin
- Gilbert Emery com Pinckney Rodell
- Stanley Andrews com doctor
- George Anderson com Joe Lane

## Producció
La pel·lícula era coneguda originalment com Racing Form. Sempre havia estat pensada per ser protagonitzada per George Raft; Frances Dee va ser la primera estrella femenina anunciada i posteriorment Shirley Ross. Com a director es va dir que seria Raoul Walsh.
Raft va ser suspès per la Paramount per negar-se a fer St Louis Blues però es va incorporar a l'estudi el 5 d'octubre de 1938. Walsh va ser substituït per Alexander Hall, i Dee i Ross van ser substituïdes per Ellen Drew.
La pel·lícula es va rodar en part a Oceanside, prop de San Diego. Un autèntic poltre va néixer durant la realització de la pel·lícula.
La pel·lícula va ser l'última realització de George Raft sota el seu contracte amb Paramount Pictures. El rodatge va acabar el gener de 1939 i Raft va deixar l'estudi amb aquests diners després que es negués a fer The Magnificent Fraud.
Després de la filmació, el títol es va canviar breument a The Gambler and the Lady, però aviat es va confirmar com a The Lady's from Kentucky.

## Recepció
El New York Times va dir que la pel·lícula "afirma la vella fe de Hollywood en la bona cria, de dues potes i de quatre" i admet que "la imatge es mou amb prou rapidesa".
El Los Angeles Times va qualificar la pel·lícula d'"agradable".